# Vietnam i olympiska sommarspelen 1956
Vietnam deltog med sex deltagare vid de olympiska sommarspelen 1956 i Melbourne. Ingen av landets deltagare erövrade någon medalj.